# Venezia 2000
Venezia 2000 è la prima raccolta dei Rondò Veneziano, pubblicata nel 1983 dalla Baby Records. Raccoglie e ricompone lunghi frammenti mixati dei loro successi. La versione francese è chiamata Venise de l'an 2000.
La copertina e il logo dell'orchestra sono di Erminia Munari ed Enzo Mombrini.

## Descrizione
(Intervista del 1997)
Questo album è stato premiato in Svizzera (prima posizione per 4 settimane) e Italia con il doppio disco di platino e in Germania (dove rimane in classifica per 16 settimane) con un disco d'oro. Il 45 giri conteneva San Marco e Campielli ed aveva la stessa copertina.

## Tracce
Symphony 1
1. Sinfonia per un addio (Gian Piero Reverberi e Laura Giordano) - 4'15
2. La Serenissima (Gian Piero Reverberi e Laura Giordano) - 2'05
3. Notte amalfitana (Gian Piero Reverberi e Laura Giordano) - 3'03
4. Rondò veneziano (Gian Piero Reverberi e Laura Giordano) - 2'23
5. Aria di festa (Gian Piero Reverberi e Laura Giordano) - 0'59
6. Arlecchino (Gian Piero Reverberi e Laura Giordano) - 2'09
7. Aria di festa (Gian Piero Reverberi e Laura Giordano) - 1'14
8. Rondò veneziano (Gian Piero Reverberi e Laura Giordano) - 0'55

Symphony 2
1. San Marco (Gian Piero Reverberi e Laura Giordano) - 2'59
2. Canal Grande (Gian Piero Reverberi e Laura Giordano) - 2'35
3. Arabesco (Gian Piero Reverberi e Laura Giordano) - 3'03
4. Scaramucce (Gian Piero Reverberi e Laura Giordano) - 2'37
5. Giochi d'acqua (Gian Piero Reverberi e Laura Giordano) - 1'58
6. San Marco (Gian Piero Reverberi e Laura Giordano) - 1'16
7. Colombina (Gian Piero Reverberi e Laura Giordano) - 2'50

## Classifiche
| Paese       | Posizione raggiunta |
| ----------- | ------------------- |
| Francia     | 2                   |
| Germania    | 2                   |
| Italia      | 3                   |
| Paesi Bassi | 41                  |
| Svizzera    | 1                   |

## Formazione
- Gian Piero Reverberi - direttore d'orchestra, clavicembalo, tastiere
- Rondò Veneziano / Orchestra Sinfonia di Genova:
  - violini primi;
  - violini secondi;
  - viole;
  - violoncelli;
  - contrabbasso;
  - corno inglese;
  - oboe;
  - flauto;
  - batteria;
  - basso elettrico